# Koi kaze
Koi kaze (恋風?), letteralmente "Vento d'amore", inteso come "Vento di passione", è un manga giapponese creato da Motoi Yoshida e pubblicato dalla Kōdansha nella rivista Evening dal 2001 al 2004. La serie venne poi raccolta in 5 tankōbon ed adattata in un anime di 13 episodi, che ruotano attorno ad una storia di amore tra un ragazzo sulla trentina e la sua sorella adolescente.
L'anime, prodotto verso la fine della serializzazione del manga, racconta gli eventi dei primi 4 volumi, con l'eccezione dell'ultimo, ancora in corso di produzione al momento della serie televisiva. Nonostante ciò, le due serie terminano con un finale simile. La TV Asahi, che trasmise Koi Kaze in Giappone, ne mise in onda solo 12. L'ottavo episodio venne trasmesso solo sul sito della Geneon e, in seguito, aggiunto nei DVD.
In America la serie venne messa in commercio nel 2005 dalla Geneon USA, mentre in Italia è ancora inedita.

## Trama
Nati nella stessa famiglia, Koshiro e Nanoka vennero separati da piccoli a causa del divorzio dei genitori, e trasferiti in parti differenti del Giappone; a causa di ciò, crebbero sapendo a malapena dell'esistenza dell'altro.
La storia inizia quando la quindicenne Nanoka si trasferisce a Tokyo per vivere con suo padre e suo fratello, di 27 anni, un consulente matrimoniale. Koshiro incontra per la prima volta Nanoka sul treno di mattina, e nonostante non si conoscano fisicamente, hanno entrambi delle scintille del loro passato.
Dopo di ciò, si rincontrano di nuovo vicino ad un parco dei divertimenti, dove i due hanno un appuntamento improvvisato. Mentre sono entrambi sulla ruota panoramica, discutono delle loro recenti pene d'amore. Nanoka conforta Koshiro, al punto che il ragazzo capisce di essere attratto da lei. Subito dopo l'appuntamento, i due incontrano il loro padre, e si rendono conto di essere fratelli.
Koi Kaze parla dell'amore di Koshiro per Nanoka, della crescita della ragazza in una donna, e della crescita dei loro sentimenti.

## Manga

### Uscite del manga
| Nº | Titolo italiano Giapponese 「Kanji」 - Rōmaji | Data di prima pubblicazione         | Data di prima pubblicazione |
| Nº | Titolo italiano Giapponese 「Kanji」 - Rōmaji | Giapponese                          |                             |
| 1  | I pomeriggi estivi conciliano il riposo 「夏の午後はうたたね」 - Natsu no gogo ha utatane | 22 marzo 2002 ISBN 4-06-352004-8    |                             |
| 1  | Capitoli usciti da settembre 2001 a marzo 2002 - 1: 春、ふる (haru, furu?) - 2: 目覚めの悪い朝 (mezame no warui asa?) - 3: (お兄ちゃん禁止?, o niichan kinshi) - 4: 毎晩一緒に寝ようね (maiban isshoni neyo une?) - 5: 月が満ちるまで (gatsu ga michi rumade?) - 6: 思春期 (shishunki?) - 7: G夏の午後はうたたね (G natsu no gogo hautatane?) - Bonus: |                                     |                             |
| 2  | Nel regno della sorellina 「いもうとのくに」」 - Imōto no ku ni | 22 novembre 2002 ISBN 4-06-352015-3 |                             |
| 2  | Capitoli usciti da maggio 2002 a novembre 2002 - 8: 夏の休日 (natsu no kyūjitsu?) - 9: お母さんの恋人 (o kaasan no koibito?) - 10: かわいいかわいい妹 (kawaiikawaii imōto?) - 11: すき、きらい、すき (suki, kirai, suki?) - 12: 恋文 (koibumi?) - 13: 兄妹になる方法 (kyōdai ninaru hōhō?) - 14: ロマンチック (romanchikku?) - Speciale:               |                                     |                             |
| 3  | Oggi visita ai grandi magazzini 「きょうデパートであそんだよ」 - Kyō debāto asonda yo | 23 luglio 2003 ISBN 4-06-352036-6   |                             |
| 3  | Capitoli usciti da gennaio 2003 a settembre 2003 - 15: １２月の温度 (12 gatsu no ondo?) - 16: 本当はね (hontō hane?) - 17: 疾走少女 (shissō shōjo?) - 18: 恋色セーター (koi shoku se-ta?) - 19: 境界線上のふたり (kyōkaisen ueno futari?) - 20: はつ恋 (hatsu koi?) - 21: 告白 (kokuhaku?) - Omake:                                                    |                                     |                             |
| 4  | Volume 4 | 23 marzo 2004 ISBN 4-06-352061-7    |                             |
| 4  | Capitoli - 22: 傍観者 (bōkansha?) - 23: ごめんねお兄ちゃん (gomenneo niichan?) - 24: 出口なし (deguchi nashi?) - 25: 夏・独り・ここにある気持ち (natsu. hitori. kokoniaru kimochi?) - 26: いつか思い出にかわるなら (itsuka omoide nikawarunara?) - 27: 幸せ、どういうこと (shiawase, dōiukoto?) - 28: 耕四郎の捨てるもの (kō shirō no sute rumono?)    |                                     |                             |
| 5  | Volume 5 | 21 dicembre 2004 ISBN 4-06-352091-9 |                             |
| 5  | Capitoli - 29: ふたりの長い夜（前編） (futarino nagai yoru (zenpen)?) - 30: ふたりの長い夜（後編） (futarino nagai yoru (kōhen)?) - 31: 夏のおわり (natsu noowari?) - 32: 生涯の恋 (shōgai no koi?) - 33: 家族の風景 (kazoku no fūkei?) - 34: 陽だまり (yō damari?) - Capitolo finale                                                                  |                                     |                             |

## Anime

### Episodi
| Nº | Titolo italiano (tradotto) Giapponese 「Kanji」 - Rōmaji                                                                                                   | In onda        | In onda  |
| Nº | Titolo italiano (tradotto) Giapponese 「Kanji」 - Rōmaji                                                                                                   | Giapponese     | Italiano |
| 01 | Primo fiore 「「初花」」 - Hatsuhana | 1º aprile 2004 | Inedito  |
| 02 | Sera primaverile 「「春宵」」 - Shunshō | 8 aprile 2004  | Inedito  |
| 03 | Brezza estiva 「「薫風」」 - Kunpū | 15 aprile 2004 | Inedito  |
| 04 | Pioggia serale 「「夕立」」 - Yūdachi | 22 aprile 2004 | Inedito  |
| 05 | Tuono lontano 「「遠雷」」 - Enrai | 29 aprile 2004 | Inedito  |
| 06 | Malinconia autunnale 「「秋思」」 - Shūsei | 6 maggio 2004  | Inedito  |
| 07 | Malinconia autunnale 「「初嵐」」 - Shūsei | 13 maggio 2004 | Inedito  |
| 08 | Rugiada gelata 「「露霜」」 - Tsuyujimo | 7 luglio 2004  | Inedito  |
| 08 | Episodio mai trasmesso dalla TV Asahi, poiché ritenuto troppo controverso. Fu distribuito solo in DVD, ed è conosciuto anche col titolo di "Episodio 7.5". |                |          |
| 09 | Petali al vento 「「風花」」 - Tsuyujimo | 20 maggio 2004 | Inedito  |
| 10 | Mese invernale 「「寒月」」 - Kangetsu | 27 maggio 2004 | Inedito  |
| 11 | Mese invernale 「「余寒」」 - Yokan | 3 giugno 2004  | Inedito  |
| 12 | Mese invernale 「「春雷」」 - Shunrai | 10 giugno 2004 | Inedito  |
| 13 | Mese invernale 「「陽炎」」 - Kagerō | 17 giugno 2004 | Inedito  |

### Sigle
- Sigla di apertura
  1. "Vento di passione" (恋風?, "Koikaze") degli éf.
- Sigla di chiusura
  1. "Poiché siamo due" (二人だから?, "Futari Dakara") di Masumi Itō.

### Uscite dei DVD
La serie animata venne creata e trasmessa nella primavera del 2004, e la versione in DVD venne messa in vendita a partire dall'estate successiva.
- 23 luglio 2004: uscita del primo DVD giapponese, con all'interno il 1º episodio.
- 25 agosto 2004: uscita del secondo DVD giapponese, con all'interno il 2º, 3º e 4º episodio.
- 24 settembre 2004: uscita del terzo DVD giapponese, con all'interno il 5º, 6º e 7º episodio.
- 22 ottobre 2004: uscita del quarto DVD giapponese, con all'interno l'8º, il 9º e 10º episodio.
- 25 novembre 2004: uscita del quinto DVD giapponese, con all'interno l'11º, il 12º e 13º episodio.